# Maria von Linden
Maria von Linden, comtessa (Gräfin) de von Linden (Heidenheim, Alemanya, 18 de juliol de 1869 — Schaan, Liechtenstein, 26 d'agost de 1936) va ser una biològa i inventora alemanya. Va centrar la seva tasca científica en l'estudi de les característiques anatòmiques, fisiològiques i evolutives de diversos tàxons com els gastròpodes i els lepidòpters.
És alhora coneguda per descobrir que la sal de coure podia ser utilitzada com a desinfectant quirúrgic —troballa que va patentar i que més endavant va ser utilitzada per a produir embenats estèrils— i per esdevenir pionera en la investigació femenina en l'àmbit universitari alemany, que la va conduir a ser nomenada primera professora universitària d'aquest país.

## Biografia

### Infància
Maria von Liden va néixer i es va criar a Schloss Burgberg, el castell familar prop de la ciutat alemanya de Heidenheim, a la regió alpina de Baden-Württemberg. Era filla d'Edmund von Linden i la seva esposa Eugenie, filla alhora de la família Hiller von Gärtringen. Els von Linden, d'ascendència neerlandesa, havien adquirit el seu estatus al sud d'Alemanya a principis del segle xix. Maria va créixer amb el seu únic germà gran Wilhelm en una llibertat atorgada pels boscos que envoltaven la casa familiar, la qual cosa va influenciar-la notablement a l'hora de decantar-se per les ciències naturals. Va aprendre de la seva mare el nom de diverses espècies de plantes i animals i l'interès pels fòssils, mentre que al mateix temps aprenia francès a través de les seves mainaderes suïsses.

Schloss Burberg, residència de naixement de Maria von Linden
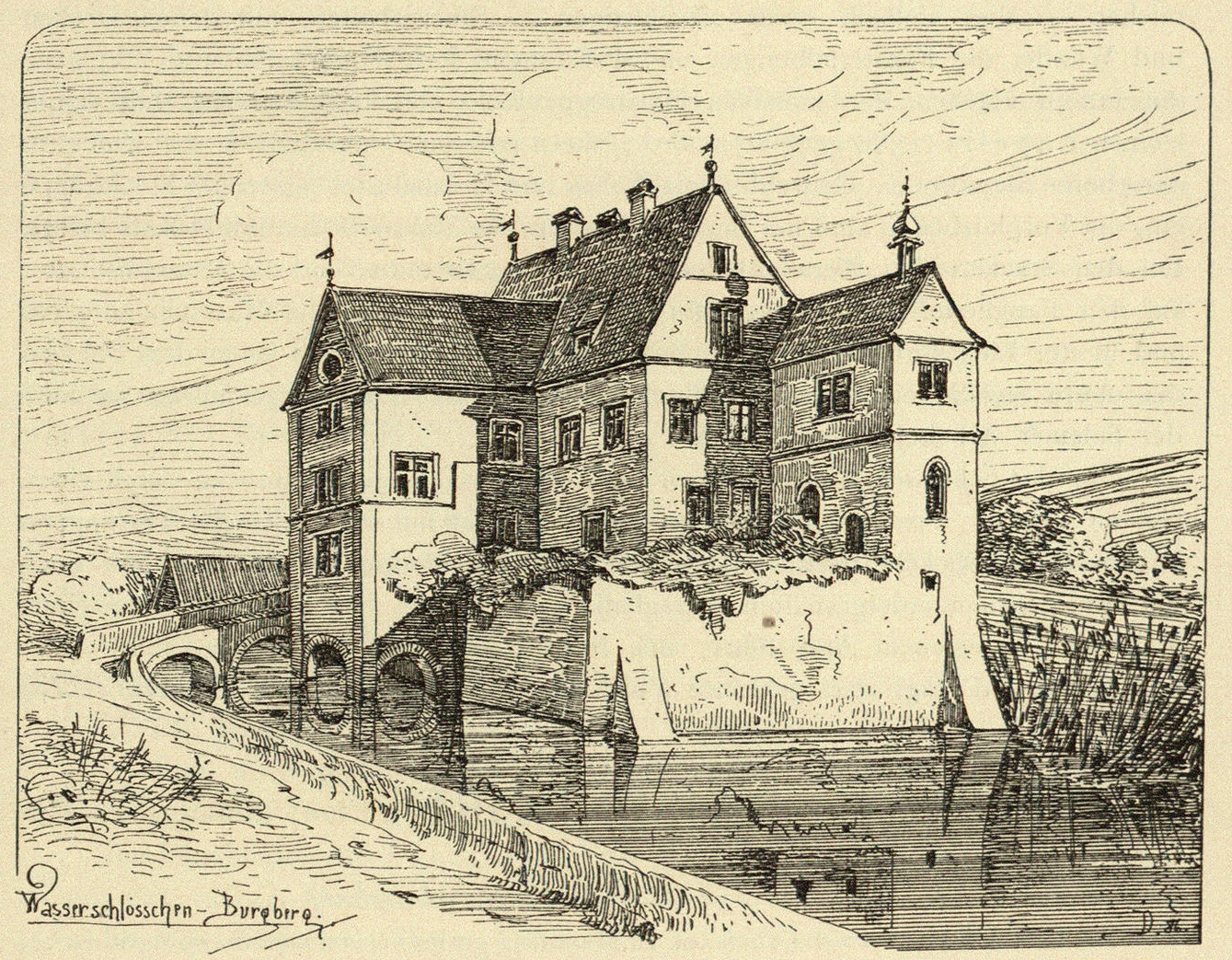
Dibuix de 1887
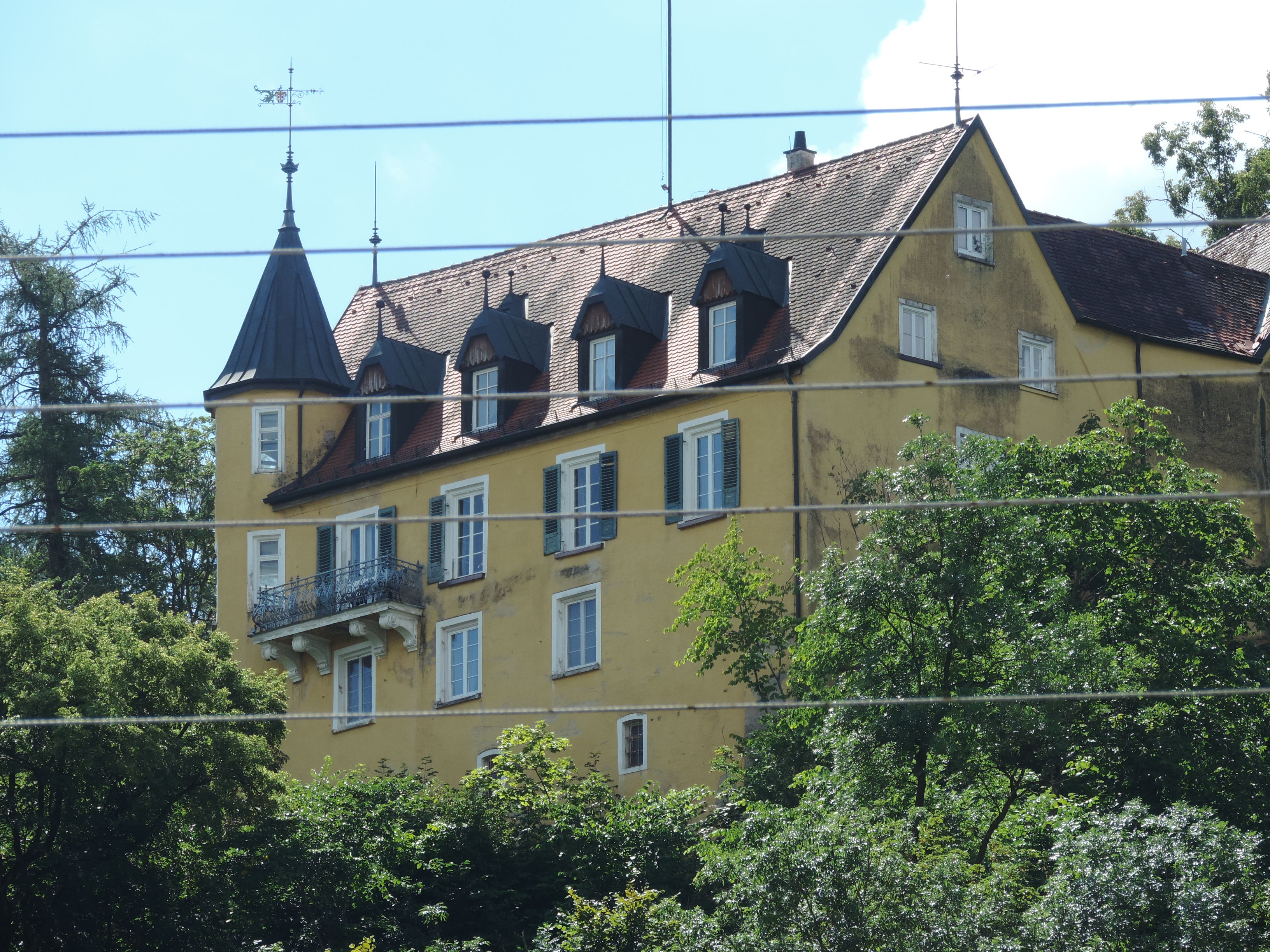
Edifici l'any 2012

Als sis anys va començar els estudis formals a través de la mestra d'escola local, i el 1883 (als catorze anys) va ser apuntada al Viktoriapensionat de Karlsruhe, una escola exclusiva per a noies de classes elitistes. Hi va romandre fins al 1887, deixant enrere a la resta de companyes en coneixements matemàtics i de física. Aquests estudis curriculars, però, no estaven dissenyats per a preparar les noies per a la universitat —malgrat que en aquell moment tampoc era encara una opció disponible per a les dones.

### Joventut i etapa estudiantil
Al seu retorn a Schloss Burgberg va evadir els intents de la seva família d'organitzar-li un casament i va dedicar els quatre anys següents a formar-se pel seu compte amb especial èmfasi en les matemàtiques i el llatí (gràcies a l'ajuda d'un professor progressista d'una escola de nois). En paral·lel, ella ja havia iniciat les seves primeres investigacions científiques, i entre altres contactes, havia establert correspondència amb el geòleg i paleontòleg Friedrich August von Quenstedt.
El 1888, el seu oncle Joseph Freiherr von Linden (que tenia molta influència a la zona) va sol·licitar permís al Ministre de l'Església i de l'Eduació de Württemberg perquè Maria pogués accedir a una plaça de la Universitat de Tübingen, convençut que presentaria una tesi excel·lent. Amb l'aprovació governamental i l'ajuda especial d'un director d'Educació Secundària de Stuttgart (Realgymnasium), va poder examinar-se del batxillerat (Reifeprüfung), la qual cosa la va convertir en la primera candidata femenina a realitzar-lo a Württemberg. Tot i no haver pogut assistir a les classes i amb les diferències d'aprenentatge respecte els nois de la seva edat, Maria von Linden va aprovar-lo. Tot i així, i resultant en va els esforços del seu oncle, no va ser acceptada formalment a la universitat.
En paral·lel, l'any 1890, els viatges de von Linden amb vaixell al llarg del riu Hürbe van reportar-li el seu primer article científic sobre dipòsits sedimentaris, Die Indusienkalke der Hürbe quan tenia vint-i-un anys. Aquest descobriment va suscitar l'interès de diversos investigadors en aquest àmbit i va arribar a ser llegit en una assemblea de la Societat de geòlegs de Karlsruhe per un home. En els següents tres anys va publicar sis articles més sobre entomologia, una disciplina sobre la qual va seguir investigant anys més tard.
La primavera de 1892 von Linden va demanar poder assistir a les classes de la Facultat de Ciències de la Universitat de Tübingen, en gran manera encoratjada per la feminista Mathilde Weber, que estava a favor del dret a estudiar de les dones. L'octubre del mateix any, el Senat de la Universitat li va concedir el permís per 10 vots a 8 i va ser acceptada com a estudiant convidada pels professors amb qui volia estudiar, ja que tenia la inscripció completa vetada. Així doncs, des de novembre va començar a rebre formació en matemàtiques, química, zoologia i fisiologia. Era l'única dona estudiant i duia vestits de coll alt, barrets de cavaller i sabates semblants a les masculines.

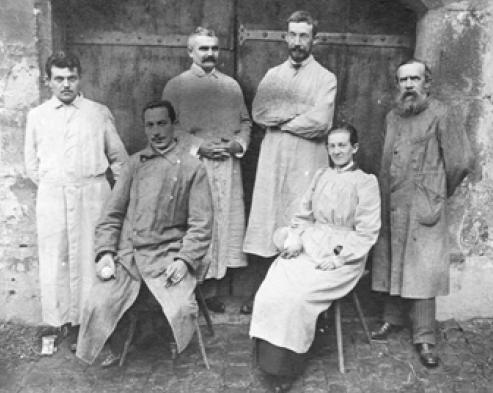
Maria von Linden (segona per la dreta, asseguda) amb alguns col·legues de l'Institut Zoològic de Tübingen.

El gener de 1894, a causa de la mort del seu pare, va rebre una beca per a poder acabar els estudis de mans de l'Associació Alemanya de Dones Ciutadanes (Allgemeinen Deutschen Frauenvereins), moviment feminista de l'època que pretenia la inclusió total de les dones en el sistema educatiu. Després d'ella, altres dones van sol·licitar també l'acceptació com a alumnes, el que va comportar una divisió del Senat i la negativa inicial en admetre-les. Cada cas va ser estudiat de manera aïllada, i no va ser fins a l'any 1904 en què la cambra governamental va aprovar de manera definitiva que la Universitat de Tubingen rebés dones estudiants.
Durant els seus estudis, Maria von Linen va dedicar molt temps a l'Institut Zoològic encapçalat per Theodor Eimer, un zoòleg alemany amb conviccions lamarckianes i en contra de la selecció natural de Charles Darwin, que li va oferir una plaça a la institució i la va influir notablement a l'hora d'adoptar un pensament científic primerenc. L'any 1895 va examinar-se amb una prova oral de la seva tesi doctoral, amb Eimer com a director i sota el títol Desenvolupament de l'escultura i el dibuix dels cargols de mar (Die Entwicklung der Skulptur und der Zeichnung der Gehäuseschnecken des Meeres), que va superar amb una qualificació cum laude. L'any següent va rebre la distinció de Doctora en Ciències Naturals (Scientiae Naturalis Doctor), esdevenint la primera dona en ostentar el títol de doctora en ciències a Alemanya.

### Trajectòria professional i docent
Un cop doctorada, Maria von Linden va treballar com a representant de l'assistent a l'Institut de Zoologia de Halle, abans de retornar a Tübingen el 1897 com a assistent d'Eimer. Va focalitzar els seus estudis en el desenvolupament evolutiu dels gastròpodes i dels batracis i va contribuir a editar el tercer i darrer volum de l'obra d'Eimer entorn L'origen de les espècies, titulat Estudis comparatius anatòmics-fisiològics de l'esquelet dels vertebrats (Vergleichend-anatomisch-physiologische Untersuchungen über das Skelett der Wirbeltierre) i publicat el 1901. En aquesta etapa també va estudiar amb el fisiòleg Paul Grützner i el bioquímic Carl Gustav von Hüfner, els ensenyaments dels quals van resultar especialment útils a von Linden en els seus estudis posteriors sobre papallones i arnes.
Després de la mort de Theodor Eimer el 1899, von Linden va traslladar-se com a segona assistent de recerca amb el zoòleg i micòleg Hubert Jacob Ludwig a l'Institut de Zoologia i Anatomia Comparada de la Universitat de Bonn. Allà va trobar un entorn de recerca òptim que li va permetre investigar lliurement i guanyar-se una gran reputació científica. Entre els seus estudis més destacats durant aquell període destaquen els seus estudis sobre el metabolisme del diòxid de carboni de les crisàl·lides i erugues, en especial el treball Els colors de les papallones i les seves causes (Die Farben der Schmetterlinge und ihre Ursachen), guardonats en dues ocasions amb el premi Da Gama Machado de l'Acadèmia Francesa de les Ciències els anys 1900 i 1903.

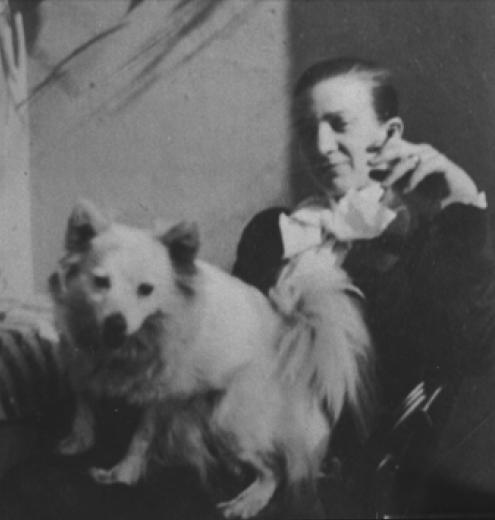
Maria von Linden amb el seu gos, vora 1902.

L'any 1906 es va convertir en assistent a l'Institut d'Anatomia i Biologia de la Facultat de Medicina de la Universitat de Bonn i va demanar formalment la seva habilitació (Habilitationsschrift) com a professora a fi de poder impartir classes. Van passar dos anys fins que, el 1908, el Ministre de Cultura de Prússia va rebutjar la seva sol·licitud. A causa de la seva manca de venia legendi, no se li va permetre realitzar conferències de manera independent, per la qual cosa havia de limitar-se a compartir els seus coneixements després de les ponències sobre higiene i en exercicis sobre el reconeixement, preservació i reproducció de paràsits d'animals.
Si bé se li van negar les seves credencials acadèmiques, els èxits científics de von Linden també van ser reconeguts pels seus col·legues de professió masculins. A petició del professor i metge Dittmar Finkler, el mateix any 1908 se li va conferir la direcció del recentment creat Departament de Parasitologia de l'Institut d'Higiene de la Universitat de Bonn, al que inicialment va ser assignat un espai petit, un equipament insuficient i un pressupost baix (justificat llavors pel rol de von Linden a la universitat, que era molt limitat i amb prou feines es basava en la recerca de laboratori i presentació dels resultats obtinguts). Posteriorment aquesta situació va millorar quan el departament es va traslladar a una altra ubicació i es va refermar com una unitat independent l'any 1913.
Dos anys després d'haver-li estat denegat el títol de Professor, finalment el 30 de març de 1910 el Ministre de Cultura prussià li va expedir un títol de professora especial (außerordentliche Professur) per a la Universitat de Bonn, tot esdevenint la primera dona en obtenir-lo en la història d'Alemanya i durant l'Imperi Alemany. No obstant això, no es va associar amb aquest títol ni la transferència d'una posició com a facultativa, ni tampoc la concessió de l'activitat docent.
A partir d'aquell moment, doncs, von Linden va veure la seva activitat limitada a la investigació al laboratori. Tanmateix, el seu departament també es va veure coartat per l'escassetat de fons, d'equipament i d'espai; situació que a partir de 1913 es va alleujar significativament en tant que la seva unitat d'investigació sobre parasitologia (ja independent i centrada en la recerca) es va traslladar a unes noves dependències.

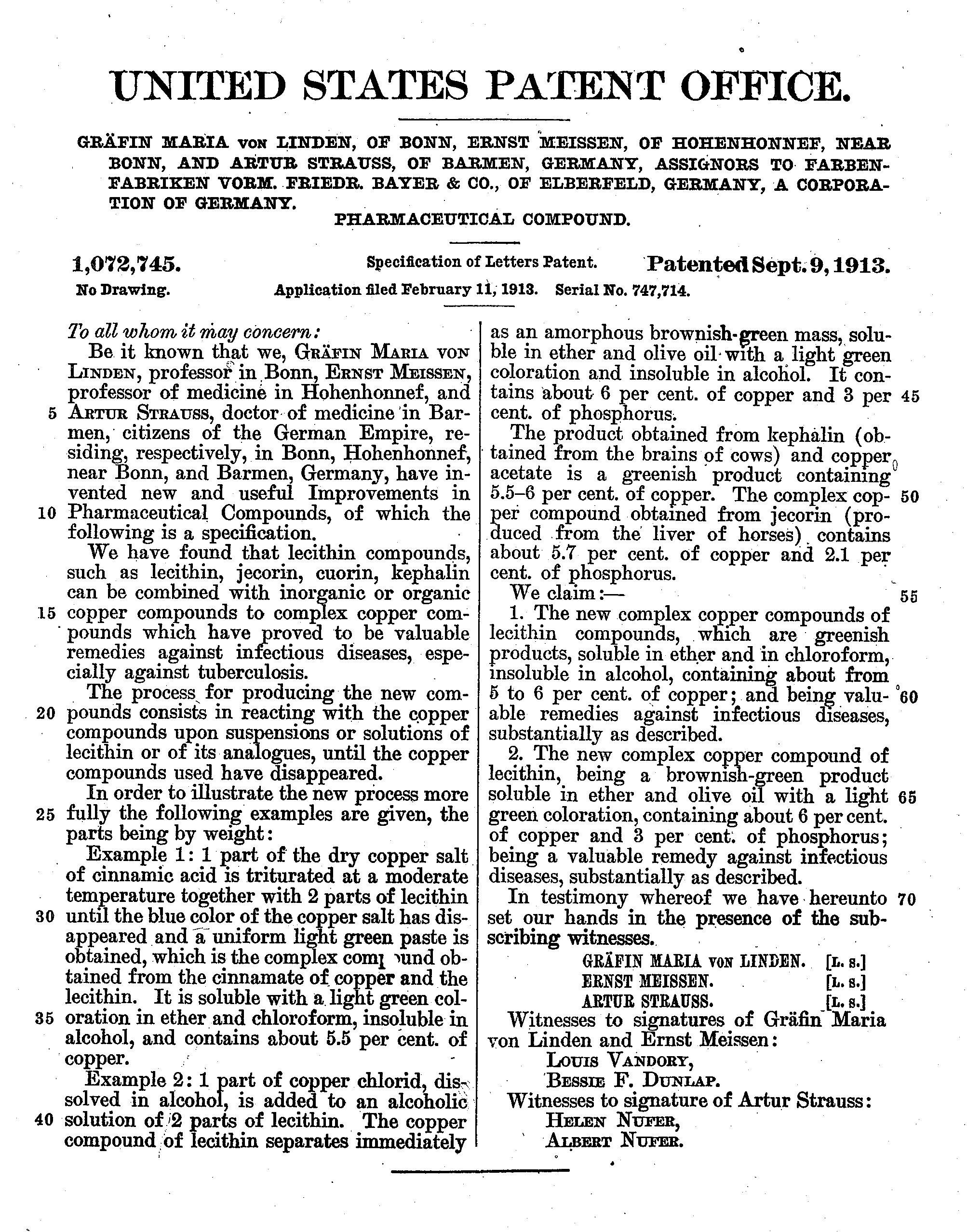
Patent estatunidenca de Maria von Linden de 9 de setembre de 1913, sobre l'ús de les sals de coure.

La seva recerca estava enfocada en resoldre els problemes mèdics i patològics d'aquella època, sobretot en malalties respiratòries bacterianes i parasitàries com ara la tuberculosi —pel que fa humans, però també en bestiar, ocells i animals domèstics. Durant aproximadament una dècada va estar treballant en tractaments químics contra la tuberculosi a través de les sals de coure; alguns van assolir la fase clínica inicial amb animals però els resultats van ser discutits. En paral·lel, però, una altra línia d'estudi la va conduir fins a l'efecte antisèptic d'aquestes sals de coure i el seu ús potencial com a desinfectants en cirurgia, que va patentar el setembre de 1913. Posteriorment es va aliar amb l'empresa Paul Hartmann (actual Hartmann Gruppe), amb la qual va arribar a distribuir amb èxit embenatges i sutures absorbents als hospitals.
L'any 1915 va publicar la seva obra principal, una completa monografia il·lustrada a partir de cursos que va presentar a la universitat, El parasitisme en el regne animal (Parasitismus im Tierreich). Aquesta obra exposava les conseqüències mèdiques i econòmiques de les infeccions parasitàries en persones i animals, amb una informació detallada sobre diverses espècies, llurs cicles biològics i mètodes de transmissió, i també un seguit de tècniques de control, prevenció i tractament.